# Kokichi Tsuburaya
Kokichi Tsuburaya (Sukagawa, 13 de mayo de 1940 - Asaka, 9 de enero de 1968) fue un atleta japonés, especializado en la prueba de maratón en la que llegó a ser medallista de bronce olímpico en 1964.

## Carrera deportiva
En los JJ. OO. de Tokio 1964 ganó la medalla de bronce en la carrera de maratón, recorriendo los 42,195 km en un tiempo de 2:16:22 segundos, tras el etíope Abebe Bikila que con 2:12:11 segundos batió el récord del mundo, y el británico Basil Heatley (plata).
Tsuburaya se sintió mortificado por la derrota, y le dijo a su compañero maratonista Kenji Kimihara: "Cometí un error inexcusable frente al pueblo japonés. Tengo que enmendarlo corriendo y levantando el hinomaru en las próximas Olimpiadas, en México".
Poco después de los juegos en Tokio, empezó a sufrir de lumbago.

## Muerte
Tsuburaya se suicidó cortándose las venas, siendo encontrado en su dormitorio, sosteniendo en la mano su medalla de bronce. Fue una reacción ante el matrimonio de su novia por muchos años, Eiko, con otro hombre. Tsuburaya quería casarse con ella, pero sus jefes militares se negaron a consentir el matrimonio hasta después de los Juegos Olímpicos de 1968 en Ciudad de México, y los padres de Eiko no estaban dispuestos a que ella esperara hasta después de los Juegos para casarse.
Dejó dos notas manuscritas, donde agradecía a sus padres, hermanos y entrenadores por sus atenciones, deseaba que sus sobrinos crecieran bien y pedía perdón a sus padres.